# Marco Varvello
Marco Varvello (Vigevano, 8 luglio 1959) è un giornalista italiano.

## Biografia
Laureato in filosofia alla Università Cattolica di Milano, ha lavorato al quotidiano La Notte, poi a Il Giornale diretto da Indro Montanelli. In Rai dal 1987 al 2025, ha condotto il TG Regionale della Lombardia ed è stato caposervizio al TG1, prima alla redazione economica, poi agli esteri.
È stato conduttore del TG1, edizione delle ore 17, poi delle 13.30. Inviato negli Stati Uniti (1991/92/95); è stato curatore de Il Fatto di Enzo Biagi (1995/97), corrispondente da Londra (1997/2005), poi (2006/2014) responsabile dell'Ufficio di corrispondenza di Berlino.
Nell'aprile 2014 è tornato a Londra come capo dell'ufficio di corrispondenza Rai per il Regno Unito, incarico che ricopre tuttora. Ha scritto per Rizzoli il libro Dimentica le Mille e una notte, storie di matrimoni forzati nell'Inghilterra di fine millennio. L'edizione francese (Ed. Bayard) nel marzo 2011 ha vinto il Premio letterario Ado-Lisant di Lille-Bruxelles. Per Mondadori ha pubblicato nel 2019 il libro Brexit Blues, una serie di racconti con storie sull'impatto della Brexit sulla vita di persone e famiglie. Per Bompiani nel 2022 è uscito il suo romanzo "Londra Anni Venti", nel 2023 per RaiLibri ha pubblicato "Passo falso - Come cambia l'Inghilterra fuori dall'Unione europea".  Gli è stato conferito il premio "Foreign Press Awards 2018" dell'Associazione Stampa Estera di Londra per il miglior servizio in lingua straniera sul Regno Unito.https://www.fpalondonawards.org/short-list.html
Nel dicembre 2023 è stato insignito del titolo di Commendatore, Ordine al Merito della Repubblica italiana.
Il 1° agosto 2025 lascia ufficialmente dopo 38 anni di servizio la Rai in anticipo di un anno sul suo pensionamento.

## Vita privata
È sposato con la cantante jazz Filomena Campus.